# Сърдечно-съдова система
Сърдечно-съдовата система е изградена от кухи тръбести образувания (кръвоносни и лимфни съдове), изпълнени с циркулираща течност (кръв и лимфа), и сърце, което я привежда в движение чрез равномерни движения - систоли и диастоли. Чрез нея на клетките се доставят необходимите вещества и се изземват непотребните. Според циркулиращата течност съдовата система се разделя на два отдела, които се обозначават като кръвоносна и лимфна система. Кръвоносната система е изпълнена с кръв. Състои се от сърце и кръвоносни съдове – артерии, артериоли, капиляри, венули и вени. Лимфната система представлява разклонена мрежа от лимфни пътища и разположени по тях лимфни съдове и лимфни възли.

## При животните
При различните животни сърцето е различно устроено. Най-сложно е то при гръбначните животни. При тях сърцето е разделено на кухини – предсърдия и камери.
Сърцето на рибите се състои от едно предсърдие и една камера. Сърцето на бозайниците е съставено от две предсърдия и две камери.
Видове кръвоносни съдове – Кръвоносните съдове са три вида – артерии, вени и капиляри. Когато се свива, сърцето изтласква кръв в артериите. Артериите се разклоняват, като диаметърът им става все по-малък. Разклоненията с най-малкия диаметър се наричат капиляри. Те навлизат в пространствата между клетките. От кръвта в капилярите клетките получават нужните им вещества и изхвърлят в нея непотребните. Капилярите се сливат и образуват вените, по които кръвта се връща в сърцето. Движението на кръвта описва два кръга – така наречените голям и малък кръг на кръвообращение.
В организма кръвоносната система не работи самостоятелно, отделно от другите системи. Тя е свързана с храносмилателната, дихателната и отделителната система.